# Matthew L. Davis
Matthew Livingston Davis (geboren wohl um 1766 in New York; gestorben am 21. Juni 1850 ebenda) war ein amerikanischer Journalist und enger Vertrauter Aaron Burrs, dessen offizielle Biografie er nach Burrs Tod 1836 veröffentlichte.

## Leben
Davis stammte offenbar aus einfachen Verhältnissen. Im New York der frühen Republik bewegte er sich in republikanischen Kreisen und stellte auch seine journalistische Tätigkeit in den Dienst der Republikaner. So gab er ab 1797 mit Philip Freneau die kurzlebige republikanische Zeitung Time-Piece heraus. Seit dieser Zeit verband ihn eine enge Freundschaft mit Aaron Burr, Anführer eines der konkurrierenden Lager der republikanischen Partei in New York und 1801–05 amerikanischer Vizepräsident unter Thomas Jefferson. Vor der Wahl 1800 war Davis einer der eifrigsten Akteure der Burrschen Wahlkampagne in New York gewesen und sollte für seine treuen Dienste mit einem der neu zu vergebenen lukrativen Regierungsposten entlohnt werden. Burr schlug Davis für den Posten eines Hafenoffiziers vor, doch Jefferson machte keine Anstalten, die Ernennung zu unterstützen oder zu unterschreiben und ließ, selbst nachdem Davis bei ihm persönlich in Monticello vorgesprochen hatte, den Posten stattdessen bis 1803 vakant, bis er Samuel Osgood, den Schwiegervater DeWitt Clintons, auf die Position bestellte. Jeffersons Verhalten in dieser Personalie wird als deutliches Indiz gewertet, dass er schon kurz nach seinem Amtsantritt seinen Vize Burr bewusst schwächen wollte. Albert Gallatin schrieb Jefferson anlässlich der Vorgänge einen Brief, in dem er ihn rundheraus fragte, ob die Partei Burr weiterhin zu stützen gedenke, doch beantwortete Jefferson den Brief nicht. Davis war auch einer der anonymen Schreiber des kurzlebigen Schmähblattes The Corrector, einem Ableger des Morning Chronicle, das Peter Irving 1804 eigens gründete, um Burrs Wahlkampf für das Gouverneursamt New Yorks zu unterstützen. Mit welcher Inbrunst sich die republikanischen und föderalistischen Drucker bekämpften, zeigt, dass Davis eines Tages aufgebracht mit der Pistole in der Hand die Wall Street hinab paradiert sein soll, um James Cheetham zum Duell zu fordern. Aber auch innerhalb der republikanischen Partei verliefen tiefe Gräben. So versuchte Davis 1803, den republikanischen Bürgermeister der Stadt, Edward Livingston, aus dem Amt zu drängen und dessen Wählerschaft in Burrs Lager zu führen, als er in einer politischen Kampagne behauptete, Livingston wolle die Handwerker und Arbeiter der Mittel- und Unterschicht mit der Einführung der Zwangsarbeit in den Armenhäusern der Stadt in die Lohnsklaverei führen.
Nach Burrs Duell mit Alexander Hamilton 1804 und dem Hochverratsprozess 1807 löste sich die Burrsche Fraktion auf. Davis wurde in der Folge ein Mitglied der Tammany Hall, deren Vorsitzender (betitelt Grand Sachem) er zwischenzeitlich war und einer der einflussreichsten Strippenzieher in der Politik der Stadt. 1826 wurden er und andere führende Mitglieder der Tammany Hall, darunter Henry Eckford, in einem aufsehenerregenden Prozess der Verschwörung und der Veruntreuung von mehreren Millionen Dollar beschuldigt. Einflussreiche politische Freunde Davis’ sorgten aber schließlich für einen Freispruch. Davis führte er seine journalistische Arbeit fort und schrieb zunächst für Eckfords National Advocate, dann unter dem Pseudonym The Spy in Washington („Der Spion in Washington“) für den New York Courier and Enquirer über die amerikanische Politik; bis 1848 war er auch Korrespondent der Londoner Times in den USA, seine Beiträge zeichnete er mit den Pseudonym Genevese Traveller („Reisender aus Genf“).
Livingston wurde von Burr zum Verwalter seines schriftlichen Nachlasses erkoren und veröffentlichte 1836, im Todesjahr Burrs, dessen „autorisierte“, in vielerlei Hinsicht also parteiische Biografie Burrs mit Auszügen aus seiner Korrespondenz. Burrs Briefe an Frauen vernichtete Davis offenbar, um dem schlechten Ruf Burrs als ruchloser Verführer nicht noch mehr Auftrieb zu geben. Zwei Jahre darauf brachte er auch Burrs Tagebücher aus den Jahren seines europäischen Exils heraus.

## Werke
- (unter Pseudonym): Letters of Marcus and Philo-Cato, Addressed to De Witt Clinton, Esq., Mayor of the City of New-York. 1810.
- Matthew L. Davis: Memoirs of Aaron Burr. With Miscellaneous Selections from his Correspondence. 2 Bände. Harper & Brothers, New York 1837.
  - Digitalisate beim Internet Archive: Band I, Band II
- Matthew L. Davis (Hg.): The Private Journal of Aaron Burr, during his Residence of Four Years in Europe; With Selections from his Correspondence. 2 Bände. Harper & Brothers, New York 1838.
  - Digitalisate beim Internet Archive: Band I, Band II